# ユカギール人
ユカギール人（Yukaghir/Yukagir、ロシア語: юкаги́ры、自称はロシア語: одул(odul)、ロシア語: деткиль(detkil)など）は、シベリア東部に住む先住民族である。コリマ川流域のサハ共和国、マガダン州とチュクチ自治管区に住んでいる。居住地域は2つに分かれ、北部ユカギール（ツンドラ・ユカギール）はサハ共和国コリマ川下流部に、南部ユカギール（タイガ・ユカギール）はコリマ川上流部とマガダン州スレドネカンスキー地区に住む。

## 概要

ユカギール人の住む集落（2010年コンサスによる）

ユカギール人は北東アジアで最も古い民族の一つと考えられ、古くはバイカル湖から北極海まで住んでいたといわれる。17世紀にロシア人が入植した頃には、レナ川からアナディル川河口に至る広い範囲に住み、9,000人ほどいた。しかし19世紀にかけて伝染病などで人口が減少し、一部の人々はサハ人やエヴェンに同化した。

## 部族
かつては多数の部族があり、現在はそのうち次の3部族のみ残っているとされるが、部族としてのアイデンティティも失われつつある。
- ヴァドゥル Vadul はツンドラ・ユカギールに当たり、主にトナカイを飼育している。人口は700人以上。
- オドゥル Odul、はタイガ・ユカギールに当たり、狩猟採集生活をしている。人口は400人以下とされる。
  - ヴァドゥルとオドゥルを合わせた人口は1,509人（2002年）となっている。また、ヴァドゥル、オドゥルはいずれも「力強い」という意味である。
- チュヴァン Chuvan：チュクチ語を用いているが元来ユカギールの部族である。人口1087人（2002年）。かつてはチュクチ人とともにいたが現在はコリマ川流域に住む。

## 言語
母語であるユカギール諸語はウラル語族との同系説が有力である。これにチュクチ・カムチャツカ語族、エスキモー・アレウト語族も加えたウラル・シベリア語族を成すとする説もある。ただし、Jäger et al、2017 では、ユカギル語はカルトベリ語とクラスター化されている。
現在多くの人がヤクート語かロシア語を使うようになっており、ユカギール語は話者が200人以下で絶滅の危機にある。

## 宗教

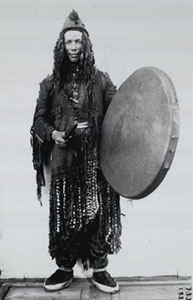
ユカギールのシャーマン、1902年

正教が布教されたが、古来のアニミズム・シャーマニズムも残る。太陽を最高として様々な精霊が世界を支配し、シャーマンも死後は神になると考えられていた。

## 遺伝子
ある研究では、13人のユカギール人男性のY染色体ハプログループはC2系統が4人(31%)、N1a1系統が4人(31%)、Q系統が4人(31%)、F-M89(xJ2-M172, N1a1-TatC, N1a2-P43, O2-M122, Q-P36, R1-M173)系統が1人(8%)となっている。この研究のユカギール人男性でハプログループN1a1に属す4人のうち、3人がコリャークにも多く見られる下位系統に属し、1人がサハ人の主流となっている系統と近縁。この研究のユカギール人男性でハプログループC2に属す4人のうち、2人がツングース系民族、モンゴル系民族、チュルク系民族に広く見られるC-M86に、1人がユカギールのほかコリャーク、エヴェンキ、エヴェン、ウリチにも見られるC-M48(xM86)に、そして1人がC-M217(xM48)に属している。
別の研究では、11人のユカギール人男性のY染色体ハプログループのうち、3人がハプログループN1a1（サハ人の主流となっている系統とは異なる下位系統で、むしろ非サハのチュルク系民族、モンゴル系民族、チュクチやコリャーク等に多く見られる下位系統と比較的近縁）に属し、4人がハプログループC2（3人がコリャーク人にも見られるのと同じ下位系統のC-M217(xM407, M48)に、1人がC-M48に）、1人がハプログループO（ハプログループOの確認例としてはマガダン州セヴェロエヴェンスキー地区のコリャークの男性1人とイエングラ川流域のエヴェンキの男性1人と並んで最北の例である）に属していた。残りの3人は、2人がハプログループR1a1-M198(xM458)に、1人がハプログループI2a-P37に属しており、ロシア人の遺伝的影響が疑われる。 この研究では、ミトコンドリアDNAに関して、ユカギール人とチュクチ人の間に類似点は見られなかった。
また別の研究ではユカギール人男性10人のうち、4人がハプログループC-M325(xM86, P369)に、4人がハプログループC-M86に、1人がハプログループN-L708(xL392)に、そして1人がハプログループQ-L54に属していた。